# Antonio Beduzzi

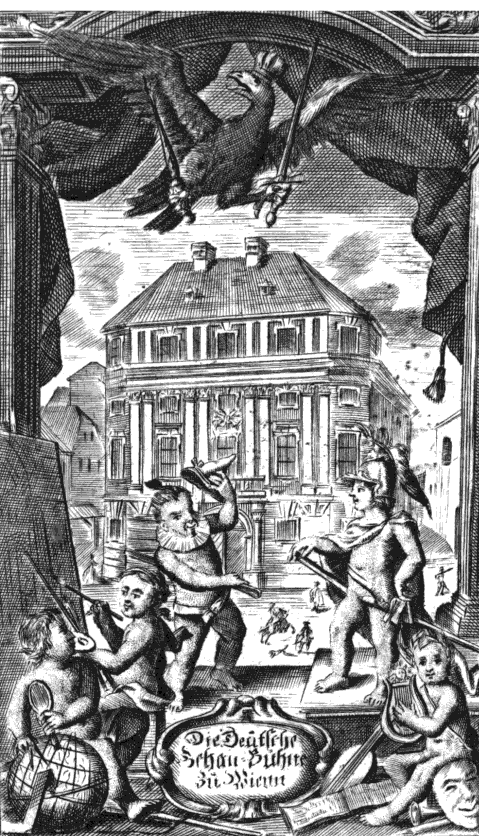

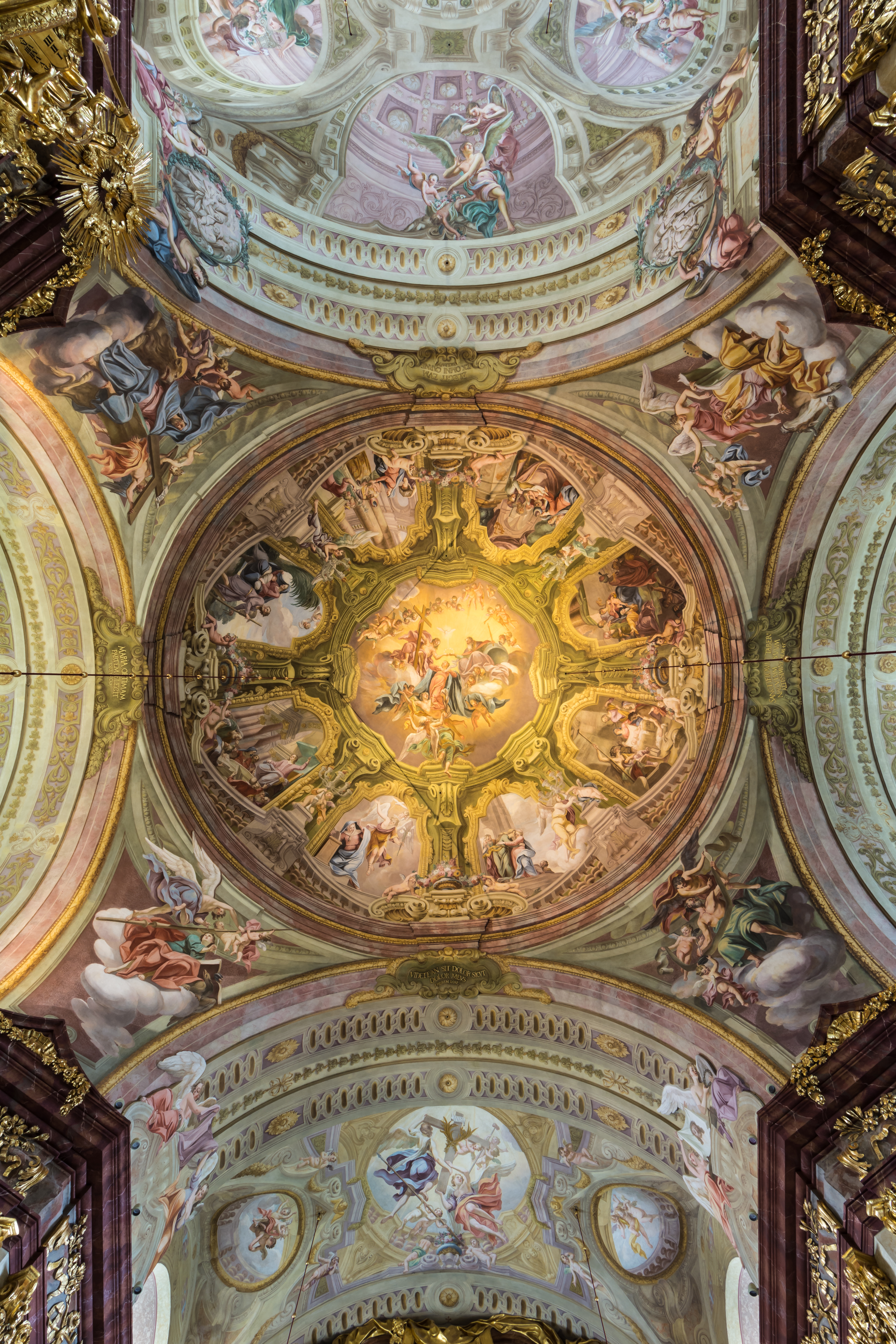
A Maria Taferl-bazilika kupolafreskója

Antonio Maria Niccolò Beduzzi vagy Peduzzi (Bologna, 1675 – Bécs, 1735. március 4.) (schignanói származású) olasz színházi mérnök, dekoratív festő és építész.

## Életpályája
Marc’Antonio Ziani olasz zeneszerző fia volt.
Antonio Beduzzi főként Felső-Ausztria (Lambach, Linz) és Alsó-Ausztria (Melk, Maria Taferl, Dürnstein) területén volt aktív.
1708-ban Lodovico Burnacini színházi technikáját követte a bécsi udvarban. Az ő tervei szerint épült Bécsben a Theater am Kärntnertort, 1710-ben díszítő festőként dolgozott az opera színháznál.
1710–1730 között ő építette a leopoldsbergi várat és kibővítette a leopoldsbergi templom kápolnáját. Alsó-Ausztriában a Palais nagytermének freskóit is remekműnek tartják.

## Művei
- 1713: a bécsi Michaelerkirche bővítése
- 1713–1718: a Maria Taferl-szentély boltozatfestése
- 1716–1717: a mariazelli bazilika főoltára
- 1718–1721: a Maria Bühel-szentély bővítése

## Képgaléria

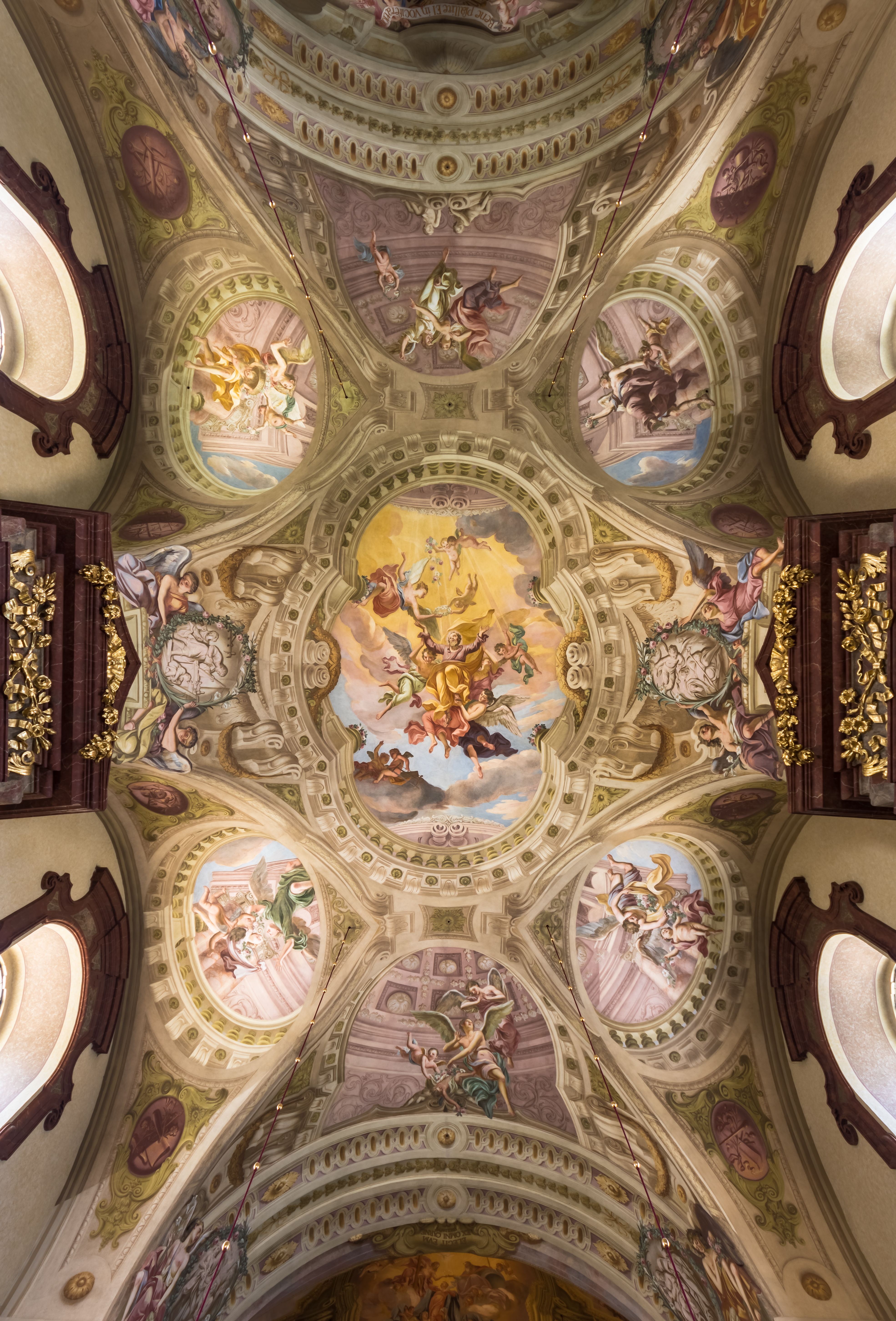
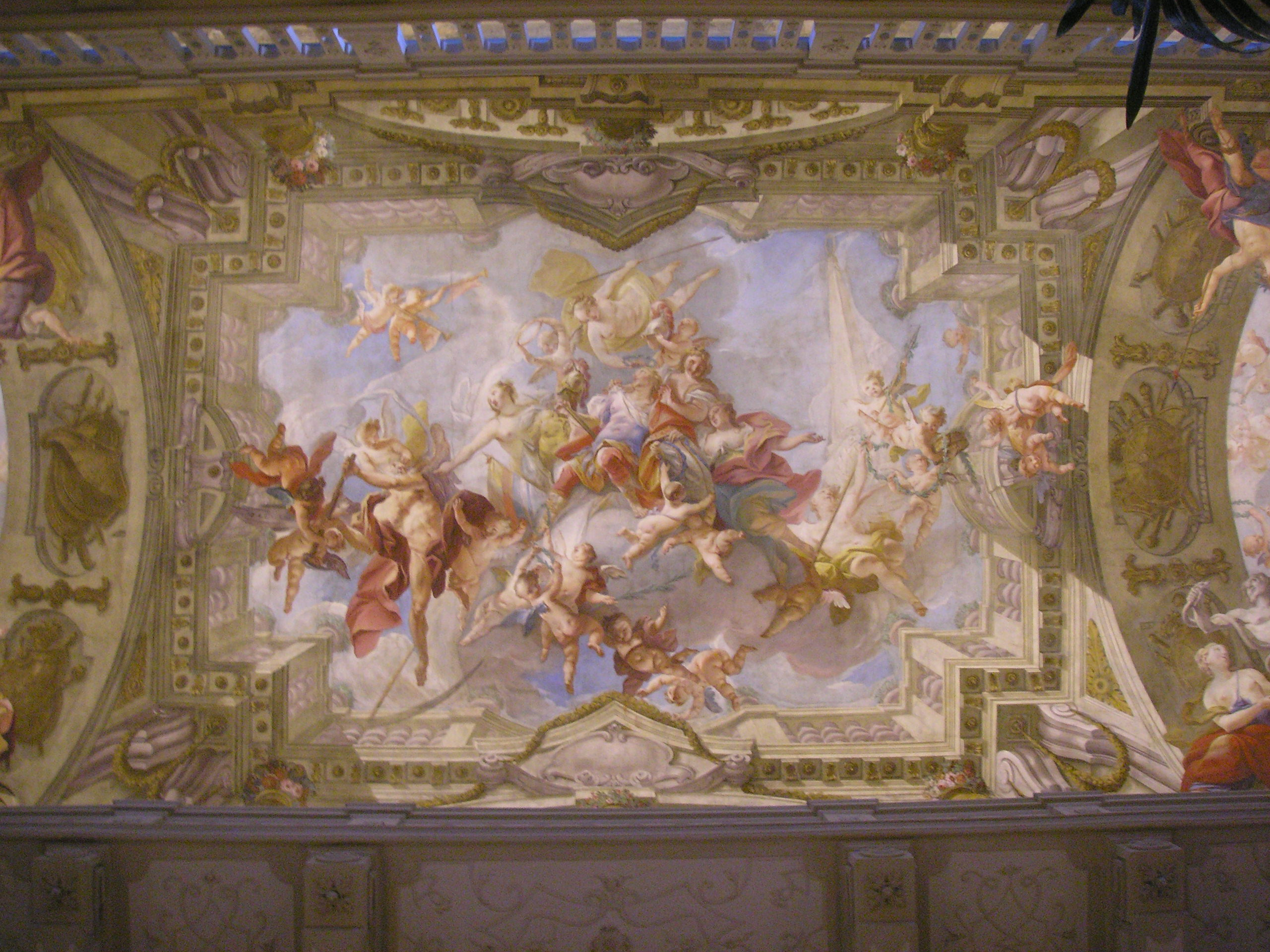
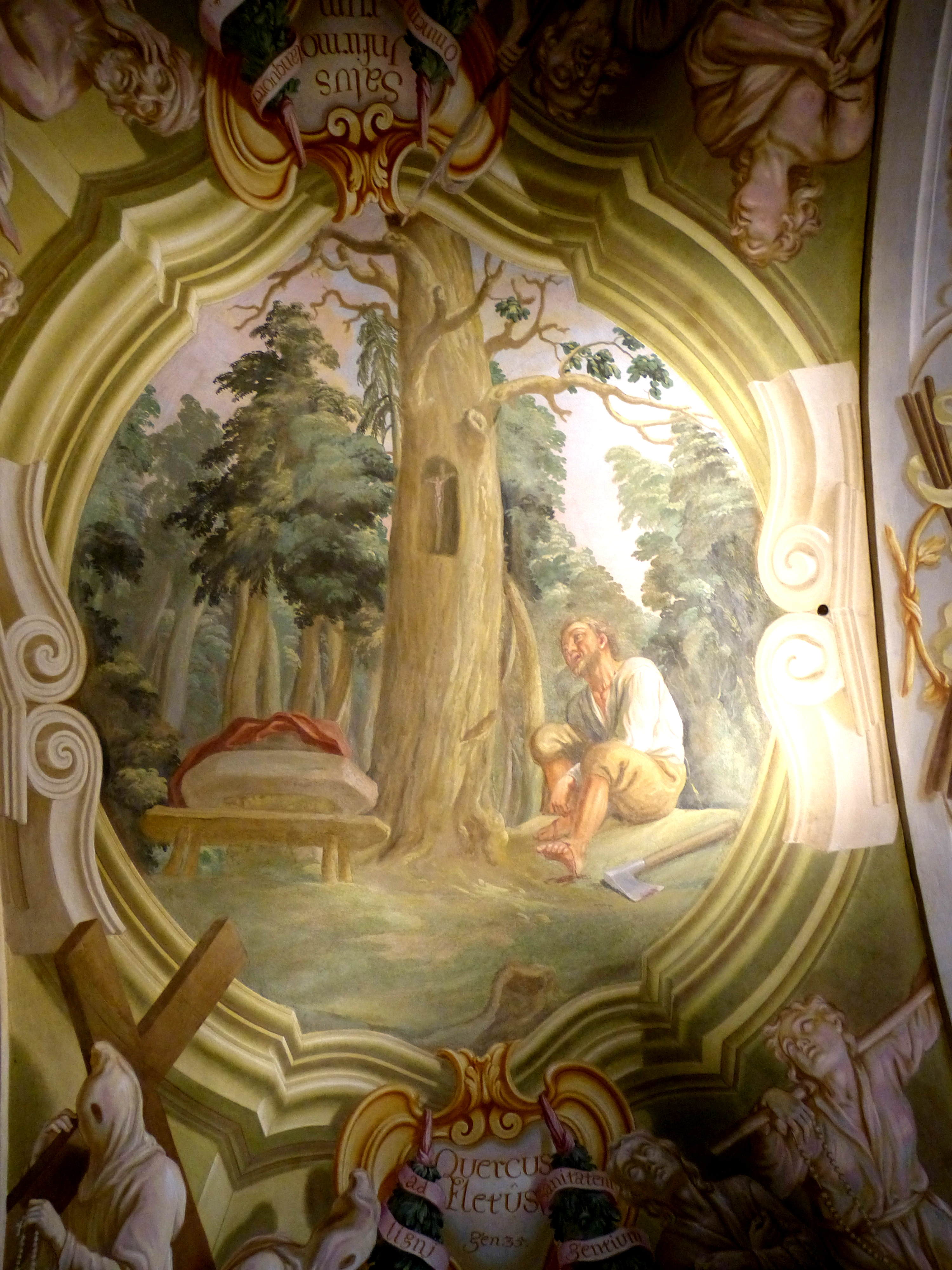
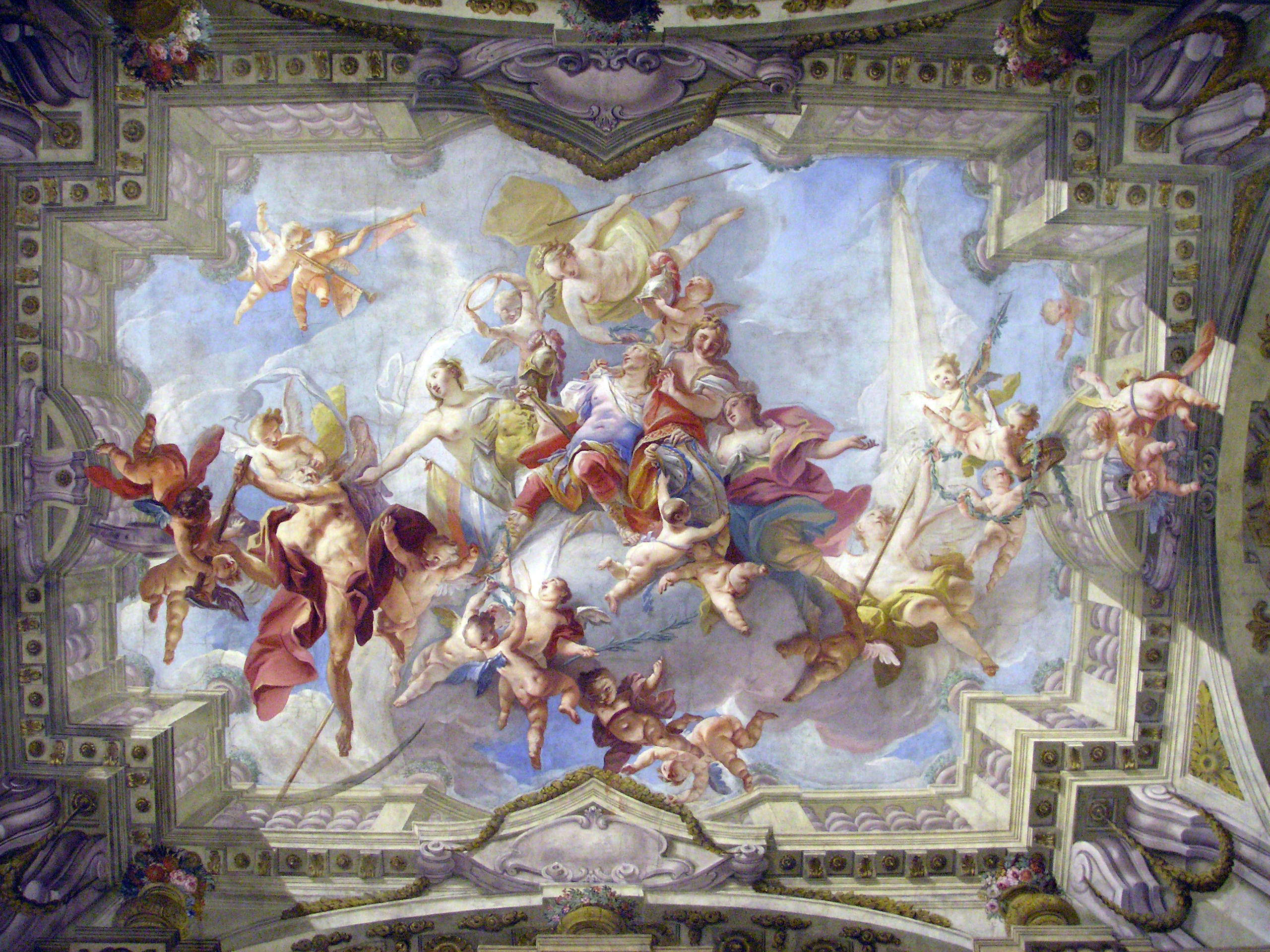